# Amobia aurifrons
Amobia aurifrons är en tvåvingeart som först beskrevs av Townsend 1891.  Amobia aurifrons ingår i släktet Amobia och familjen köttflugor. Inga underarter finns listade i Catalogue of Life.